# Taha Yassine Khenissi
Taha Yassine Khenissi (Zarzis, 6 gennaio 1992) è un calciatore tunisino, attaccante del Kuwait SC e della nazionale tunisina.

## Carriera

### Club
Ha sempre giocato nel campionato tunisino.

### Nazionale
Ha esordito in nazionale nel 2013.